# Región Oriental (Comarca)
Die Comarca Oriental ist eine der zwölf Comarcas in der autonomen Gemeinschaft Murcia.
Die im Osten gelegene Comarca umfasst 2 Gemeinden auf einer Fläche von 384,95 km².

## Gemeinden
| Gemeinde         | Einwohner (2024) | Fläche km² | Dichte Einw./km² | Cod INE | Postleitzahl |
| ---------------- | ---------------- | ---------- | ---------------- | ------- | ------------ |
| Abanilla         | 6.206            | 235,62     | 26               | 30001   | 30640        |
| Fortuna          | 11.183           | 149,33     | 75               | 30020   | 30620        |
| Comarca Oriental | 17.389           | 384,95     | 45               | –       | –            |

1. ↑  Instituto Nacional de Estadística Municipal Register of Spain